# Echipa națională de fotbal a Mozambicului
Echipa națională de fotbal a Mozambicului reprezintă statul în competițiile fotbalistice și este controlată de Federația de Fotbal a Mozambicului, forul ce guvernează acest sport în țară. S-a calificat de patru ori la Cupa Africii pe Națiuni, prima dată în  1986. Nu s-a calificat la nicio ediție a Campionatului Mondial.

## Campionate mondiale
- 1930 până în 1978 - nu a intrat
- 1982 - nu s-a calificat
- 1986 - nu a intrat
- 1990 - nu i-a fost permisă participarea
- 1994 până în 2010 - nu s-a calificat

## Cupa Africii
- 1957 până în 1980 - nu a intrat
- 1982 până în 1984 - nu s-a calificat
- 1986 - prima rundă
- 1988 până în 1994 - nu s-a calificat
- 1996 până în 1998 - prima rundă
- 2000 până în 2008 - nu s-a calificat
- 2010 - prima rundă

## Jucători notabili
- Mano
- Dário Monteiro
- Dominguês
- Fumo
- Simão Mate Junior
- Paíto
- Dario Khan
- Tico-Tico
- Armando Sá
- Chiquinho Conde
- Genito
- Raphael Kapango
- Carlitos
- Maurício Pequenino
- Miró
- Nelinho

## Antrenori
- Viktor Bondarenko (1993–95)
- Rui Caçador (1996)
- Arnaldo Salvado
- Euroflim da Graça (1999)
- Arnaldo Salvado (1999-2000)
- Augusto Matine (2002)
- Viktor Bondarenko (2003)
- Nooij (2007-prezent)

## Lotul actual
| Nr. | Poz. | Jucător          | Data nașterii (vârsta)         | Selecții | Club                  |
| --- | ---- | ---------------- | ------------------------------ | -------- | --------------------- |
| 1   | P    | Bino             | 21 aprilie 1982 (42 de ani)    | 4        | Liga Muçulmana        |
| 2   | M    | Hagi             | 29 mai 1985 (39 de ani)        | 25       | Ferroviário de Maputo |
| 3   | M    | Genito           | 3 martie 1979 (46 de ani)      | 26       | Sketzia Nes Tziona    |
| 4   | F    | Simão            | 23 iulie 1988 (36 de ani)      | 23       | Panathinaikos         |
| 5   | F    | Paíto            | 5 iulie 1982 (42 de ani)       | 28       | Neuchâtel Xamax       |
| 6   | M    | Nelinho          | 18 mai 1971 (53 de ani)        | 33       | Desportivo Maputo     |
| 7   | M    | Domingues        | 13 noiembrie 1983 (41 de ani)  | 31       | Mamelodi Sundowns     |
| 8   | A    | Fumo             | 22 septembrie 1979 (45 de ani) | 23       | Olympiakos Nicosia    |
| 9   | A    | Tony             |                                | 2        | Ferroviário da Beira  |
| 10  | A    | Jerry            |                                | 7        | Ferroviário de Maputo |
| 11  | M    | Eduardo Jumisse  | 6 iunie 1984 (40 de ani)       | 1        | Portimonense          |
| 12  | P    | Lamá             | 15 ianuarie 1985 (40 de ani)   | 1        | Ferroviário de Maputo |
| 13  | F    | Armando Sá       | 16 septembrie 1975 (49 de ani) | 21       | Sepahan               |
| 14  | M    | Danito           | 5 iunie 1983 (41 de ani)       | 18       | Ferroviário de Maputo |
| 15  | F    | Whiskey          | 6 mai 1986 (38 de ani)         | 14       | Ferroviário de Maputo |
| 16  | F    | Miro             | 30 aprilie 1982 (42 de ani)    | 27       | Platinum Stars        |
| 17  | F    | Mexer            | 8 septembrie 1987 (37 de ani)  | 13       | Olhanense             |
| 18  | F    | Campira          | 9 aprilie 1982 (42 de ani)     | 18       | Maxaquene             |
| 19  | F    | Zainadine Júnior | 24 iunie 1988 (36 de ani)      | 3        | Desportivo Maputo     |
| 20  | M    | Josimar          | 7 august 1987 (37 de ani)      | 14       | Costa do Sol          |

### Convocați recent
|  | P | João Kapango   | 14 septembrie 1975 (49 de ani) | 30 | Tersana               |  |  |  |
|  | P | Marcelino      | 30 iunie 1982 (42 de ani)      | 13 | Desportivo Maputo     |  |  |  |
|  |   |                |                                |    |                       |  |  |  |
|  | F | Fanuel         | 19 decembrie 1982 (42 de ani)  | 20 | Liga Muçulmana        |  |  |  |
|  | F | Dário Khan     | 24 ianuarie 1984 (41 de ani)   | 23 | Al-Kharitiyath        |  |  |  |
|  |   |                |                                |    |                       |  |  |  |
|  | M | Mano           | 28 aprilie 1984 (40 de ani)    | 24 | ENPPI                 |  |  |  |
|  | M | Zé Luís        | 28 mai 1989 (35 de ani)        | 3  | El Baladeya           |  |  |  |
|  |   |                |                                |    |                       |  |  |  |
|  | A | Dário          | 27 februarie 1977 (48 de ani)  | 85 | Supersport United     |  |  |  |
|  | A | Luís           |                                | 3  | Ferroviário de Maputo |  |  |  |
|  | A | Maurício       | 27 septembrie 1983 (41 de ani) | 13 | Liga Muçulmana        |  |  |  |
|  | A | Nito           | 13 ianuarie 1980 (45 de ani)   | 4  | Desportivo Maputo     |  |  |  |
|  | A | Hélder Pelembe | 20 septembrie 1987 (37 de ani) | 6  | Portimonense          |  |  |  |
|  | A | Sonito         | 10 august 1985 (39 de ani)     | 4  | Desportivo Maputo     |  |  |  |
|  | A | Tico-Tico      | 16 august 1973 (51 de ani)     | 83 | Desportivo Maputo     |  |  |  |